# Toshiba HX-10
Toshiba HX-10 (HX-10) је био кућни рачунар фирме Toshiba који је почео да се производи у Јапану од 1983. године.
Користио је Z80A као микропроцесор. RAM меморија рачунара је имала капацитет од 64 kb, 30 kb слободно за програмирање. 
Као оперативни систем кориштен је MSX DOS.

## Детаљни подаци
Детаљнији подаци о рачунару HX-10 су дати у табели испод.
|                       |                                                             |
| [ 1 ]                 |                                                             |
| Произвођач            |                                                             |
| Тип                   | кућни рачунар                                               |
| Меморија              | 64 , 30 слободно за програмирање                            |
| Поријекло             | Јапан                                                       |
| Година                | 1983                                                        |
| Тастатура             | QWERTY механичка тастатура                                  |
| Процесор              |                                                             |
| Фреквенција процесора | 3,6                                                         |
| RAM                   | 64 , 30 слободно за програмирање                            |
| ROM                   | 32                                                          |
| Текст                 | мод 0 : 40 x 24                                             |
| Графика               | мод 2 : 256 x 192 са 16 боја (Hires мод)                    |
| Боја                  | 16                                                          |
| Звук                  | General Instruments AY-3-8910 програмибилни генератор звука |
| Димензије             | 370 x 245 x 60 / 2,8                                        |
| Портови               |                                                             |
| Оперативни систем     |                                                             |